# Махарадзе, Реваз Лонгинозович
Реваз Лонгинозович Махарадзе (26 декабря 1926 — 17 октября 2005) — советский футболист, нападающий, полузащитник. Мастер спорта СССР (1951).
Начал играть в футбол в 1945 году в команде «Трудовые резервы» Тбилиси. В 1946 выступал за «Пищевик» Одесса. В 1947—1955 годах играл в чемпионат СССР за «Динамо» Тбилиси — 147 матчей, 34 (36) мячей. В 1955—1956 годах играл в первенстве Грузинской ССР за «Локомотив» Тбилиси.
В 1967 — старший тренер «Металлурга» Рустави.
Серебряный призёр 1953 года, бронзовый призёр 1950 года.